# هاينس بالداوف
هاينس بالداوف (بالألمانية: Hannes Baldauf)‏ هو لاعب كرة قدم ومدرب كرة قدم ألماني في مركز الدفاع، ولد في 9 مارس 1938 في Pausa-Mühltroff ‏ في ألمانيا، وتوفي في 25 فبراير 2015 في هانوفر في ألمانيا. لعب مع نادي بونر وهانوفر 96.

## وصلات خارجية
- هاينس بالداوف على موقع قاعدة بيانات كرة القدم.إي يو (الإنجليزية)
- هاينس بالداوف على موقع بيانات كرة القدم. دي إي (الألمانية)